# 2015年中儲糧套利貪汙案
2015年中儲糧套利貪汙案是中華人民共和國的一件國企大型貪汙案，由中共中央總書記習近平、中紀委書記王岐山著手反腐敗後，成立的中央巡視組於2013年底開始關注調查，2015年4月份中國中央電視台以公開播放臥底調查畫面來報導。

## 成因
中華人民共和國採用大規模的存糧制度，以保證旱澇歉收或戰爭狀況發生時的社會穩定，除了較為機密的戰備軍用糧庫外，還有大量較公開的民糧庫，民糧庫中私人經營的以造冊方式被動列管，其餘大多數由國企中國儲備糧管理總公司（中儲糧）所掌握全國各地的大量糧庫。
中儲糧的糧庫法定有各類存糧的更新週期，糧食保存期限依《中央儲備糧油管理辦法》中規定稻穀2-3年、小麥3-5年、玉米2-3年、豆類1-2年、食用油1-2年。均不得超過此年限，快要到期的糧食必須於到期前拋售於市場上之後買進當期新糧補充，購買價款由中央國庫支出採用保證價格收購以避免市場波動，同時等於是給賣糧給國家糧庫的農民一種福利，然而不少基層糧庫經理違規操作，勾結商人使用新糧價格買進市場上低價舊糧，賺取中間的價差回扣。

## 概要
瀋陽糧商趙麗君2014年6月參加大連北方糧食交易市場拍賣會購得中儲糧一批2萬噸存糧，該糧來自遼寧省鐵嶺開原市慶雲堡的糧庫，資料顯示存儲時間頂多1年出頭，然而採樣糧後發現該批糧霉變嚴重已經不知是多少年的存糧，之後派出業務經理意圖於該糧倉大規模採樣送檢，發生該糧倉經理夥同黑道搶奪樣品事件。
事件上報中央巡視組後央視記者也配合調查，之後記者暗訪中儲糧遼寧分公司副總經理張本君，該副總表示經內部化驗該糧庫都是新糧，沒有舉報事件之情事，然而該場訪問被央視記者的針孔攝影機拍下，調查人員四處穿梭後，感於事情鬧大慶雲堡糧庫主任私下致電趙麗君表示願意用100萬人民幣私下解決，然此電話被秘密錄音。
後續記者追查到該批水稻其中2800噸的賣方，該賣方表示其實該糧是3年前的產品，不是1年前，當時以1.2元一斤賣給糧庫主任的弟弟，該弟再以糧商身分勾結糧庫以新糧將其賣入庫中，得款1.5元以上，初估當年該批糧回扣就在1千萬元以上，以往取得的回扣則不計其數。2015年4月17日央視以大量臥底鏡頭直播方式報導此事，並表示其實各地糧庫多有此現象，引起輿論嘩然。

## 反应
2015年4月19日，中储粮总公司称高度关注此事件，目前已成立调查组调查并核实。国家粮食局亦高度重视，要求辽宁、吉林两省粮食部门立即彻底核查并派出核查工作组赶赴两省现场督办。另外，中储粮新一届党组自2013年10月成立后，对违反国家政策的包括“以陈顶新”在内的“四害”行为实行零容忍，从严加强对委托、租赁收储企业的管理，切实履行政策执行主体责任。对央视报道的问题一经核实，中储粮总公司将会同地方政府及有关部门坚决严肃查处、绝不姑息，并及时向社会公布查处情况，同时欢迎社会各界对工作进行监督。